# Ibrahimpatnam, Krishna
Ibrahimpatnam là một thị trấn census town thuộc huyện Krishna, bang Andhra Pradesh. Nó cũng là thủ phủ của mandal Ibrahimpatnam.